# Revolució Digital
La Revolució Digital, també anomenada la Tercera Revolució Industrial, és el canvi de la tecnologia analògica, mecànica i electrònica a la tecnologia digital, que va començar entre finals de la dècada de 1950 i finals de la dècada de 1970, amb l'adopció i la proliferació dels ordinadors digitals i el manteniment dels registres digitals que segueix fins als nostres dies. De manera implícita, el terme també es refereix als canvis radicals provocats per la informàtica i la tecnologia de la comunicació durant (i després) de la segona mitat del segle xx. Anàloga a la Revolució Agrícola i la Revolució Industrial, la Revolució Digital va marcar el començament de l'Era de la informació.
Amb el pas dels segles, els mètodes burocràtics de processament de la informació es van allunyar cada vegada més de la manera natural de pensar dels humans i van agafar cada cop més importància.
Aquest sistema s’ha convertit en el llenguatge preponderant al món. Tant si parlen àrab, com si parlen hindi, anglès o noruec, s’utilitza l'escriptura matemàtica per guardar i processar dades.
Al centre d'aquesta revolució es troben la producció en massa i l'ús generalitzat de circuits lògics digitals i les seves tecnologies derivades, incloses l'ordinador digital, la telefonia mòbil i Internet.

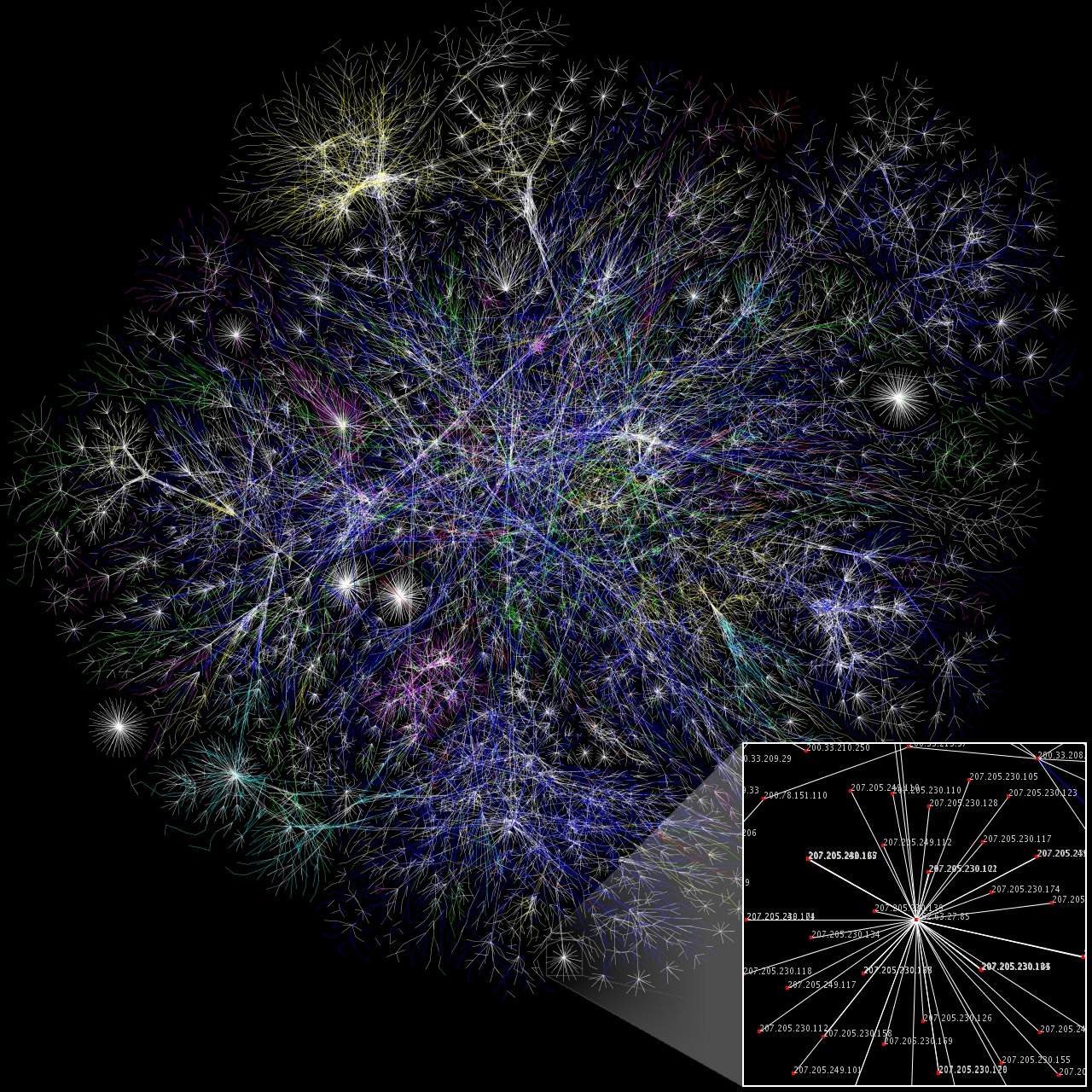
Mapa parcial d'Internet basat en la informació obtinguda pel lloc opte.org el 15 de gener de 2005. Cada línia dibuixada entre dos nodes representa l'enllaç entre dos adreces IP i la seva longitud és proporcional al temps d'espera entre aquests.

## Les tendències de les revolucions tecnològiques
La Revolució Agrícola va portar a la creació de les ciutats agrícoles a l'Orient Mitjà, Mesoamèrica, Xina, la vall de l'Indus, el sud d'Europa i l'Amèrica del Sud.
Després, la Revolució Industrial va portar al sorgiment, al segle xix, de ciutats industrials com Manchester, Newcastle Upon Tyne i Nova York. Al segle xx, l'auge de l'economia de serveis va fer que la gent sortís de les ciutats industrials i es mudés als suburbis.
La Revolució Industrial i la Revolució Digital, en l'actualitat, s'estan duent a terme a la Xina i a l'Índia, a mesura que les persones deixen les zones rurals i emigren a ciutats industrials i d'alta tecnologia com Pequín, ´Xanghai i Bombai. 

## Augment de l'ús de la tecnologia digital, 1980-2010

### 1980
- Subscriptors de telèfon: 11,2 milions.
- Usuaris d'internet: tots els usuaris d'internet en aquest moment van ser indexats en un directori de la mateixa mida que una llibreta telefònica.

### 1990
- Subscriptors de telèfon: 12,4 milions (0,25% de la població mundial del 1990).[3]
- Usuaris d'internet: 2,8 milions (0,05% de la població mundial del 1990).[4]

### 2002
- Subscriptors de telèfon: 1200 milions (19% de la població mundial del 2002).[4]
- Usuaris d'internet: 631 milions (11% de la població mundial del 2002).[4]

### 2010
- Subscriptors de telèfon: 4000 milions (67% de la població mundial del 2010).[5]
- Usuaris d'Internet: 1800 milions (26,6% de la població mundial del 2010). [6]

## Breu història
Abans del segle IX dC es va fer un pas crític; es va inventar una nova escriptura parcial, un sistema que permetia guardar i processar dades matemàtiques amb una eficàcia sense precedents. Aquesta escriptura parcial estava formada per deu signes que representaven els números del 0 al 9. Es coneixien com a xifres aràbigues, però realment els van inventar els hindús, però el mètode s’atribueix als àrabs perquè van envair l’Índia i van trobar aquest sistema, van adonar-se de què era molt útil, el van perfeccionar i el van estendre per tot l’Orient Mitjà i després a Europa. Van afegir alguns signes (com ara els de la suma, la resta i la multiplicació), aquests, van crear la base de la notació matemàtica moderna.
Una persona que vulgui influir en les decisions dels governs, organitzacions i companyies, ha d’aprendre a parlar en xifres. Els experts fins i tot s’esforcen per traduir numèricament idees com la pobresa, la felicitat i l’honestedat. Hi ha camps sencers de coneixement, com ara la física i l'enginyeria, que ja han perdut gairebé tot el contacte amb el llenguatge humà parlat i s’articulen exclusivament a través de l'escriptura matemàtica.
Més recentment, l'escriptura matemàtica ha donat origen a un sistema d’escriptura encara més revolucionari: una escriptura binària informatitzada que consisteix només en dos signes: el 0 i l’1.
La tecnologia subjacent va ser inventada durant la segona mitat del segle xix, incloent la màquina analítica de Babbage i el telègraf. La comunicació digital es va convertir en econòmica per l'adopció generalitzada després de la invenció de l'ordinador personal. Claude Shannon, un matemàtic de Bell Labs, va ser acreditat per haver establert els fonaments de la digitalització en el seu article innovador A Mathematical Theory of Communication l'any 1948. La revolució digital va convertir la tecnologia que abans era analògica en format digital i, al fer això, es va fer possible fer còpies que eren idèntiques a l'original. A més, va augmentar la capacitat de moure fàcilment la informació digital entre els mitjans de comunicació i accedir a ella.
Una fita important de la revolució va ser la transició de la música gravada analògica a la digital. A la dècada de 1980, el format digital de discs compactes òptics va substituir als formats analògics, com els discs de vinil i les cintes de casset. 
Finalment, podria ser que els ordinadors superessin els humans precisament en els caps que han convertit l'Homo sapiens en l’amo del món: la intel·ligència i la comunicació.
1. ↑  «The Digital Revolution» (en anglès), 07-10-2008. Arxivat de l'original el 2008-10-07. [Consulta: 15 desembre 2016].
2. 1 2 3  Noah Harari, Yuval. Sàpiens - Una breu història de la humanitat. Edicions 62 s.a..  Av. Diagonal, 662-664, 08034 Barcelona: Edicions 62 s.a., 2011, p. 190-193. ISBN 978-84-297-7517-4.
3. ↑  «Worldmapper: The world as you've never seen it before» (en anglès).   www.worldmapper.org. Arxivat de l'original el 2011-05-12. [Consulta: 15 desembre 2016].
4. 1 2 3  «Worldmapper: The world as you've never seen it before» (en anglès).   www.worldmapper.org. Arxivat de l'original el 2018-03-17. [Consulta: 15 desembre 2016].
5. ↑  «Computeruser.com - Cell Phone Dangers - Protecting Our Homes From Cell Phone Radiation | articles» (en anglès), 09-06-2014. Arxivat de l'original el 2014-06-09. [Consulta: 15 desembre 2016].
6. ↑  «World Internet Users Statistics and 2016 World Population Stats» (en anglès).   www.internetworldstats.com. Arxivat de l'original el 2020-05-22. [Consulta: 15 desembre 2016].
7. ↑  Claude E, Shannon; Weaver, Warren. The mathematical theory of communication (en anglès), 1963, p. 144. ISBN 0252725484.
8. ↑   The Digital Revolution Ahead for the Audio Industry, (en anglès), 16 de març del 1981, p. 40.

## Línia del temps

### Orígens (1947-1969)
L'any 1947 es va inventar el transistor, provocant la creació d'equips digitals més avançats. Durant els anys 1950 i 1960, els militars, els governs i altres organitzacions tenien sistemes informàtics.
El públic va ser introduït per primera vegada als conceptes que conduirien a Internet quan un missatge es va enviar a través d'ARPANET, al 1969. Les xarxes de commutació de paquets com ARPANET, Mark I, CYCLADES, Merit Network, Tymnet i Telenet, es van desenvolupar a finals de 1960 i principis de 1970 utilitzant una gran varietat de protocols. ARPANET, en particular, va conduir al desenvolupament de protocols d'interconnexió, en els que múltiples xarxes separades podrien estar unides entre si en una xarxa de xarxes.
El moviment Whole Earth de la dècada de 1960 va portar a la inspiració i la creació eventual de la World Wide Web.

### La dècada del 1970
A la dècada de 1970 es va introduir l'ordinador personal, els ordinadors de temps compartit, la consola de videojocs, els jocs coin-op i la posterior època daurada dels videojocs arcade. A mesura que va proliferar la tecnologia digital i el canvi del manteniment de registres analògics a digitals es va convertir en el nou estàndard en els negocis, es va popularitzar un nou lloc de treball, el transcriptor de dades. El feina del transcriptor de dades era convertir les dades analògiques (registres de clients, factures, etc.) en dades digitals.

### La dècada del 1980
Als països desenvolupats, al llarg de la dècada del 1980 els ordinadors aconsegueixen una semi-ubiqüitat, ja que s'obrien camí a les escoles, a les llars, a les empreses i a la indústria. Caixers automàtics, robots industrials, CGI al cinema i televisió, la música electrònica, els sistemes de BBS i els videojocs van alimentar el que es va convertir en l'esperit de l'època de la dècada de 1980. Milions de persones van comprar ordinadors personals, convertint els noms de fabricants d'ordinadors personals com Apple, Commodore i Tandy en noms familiars. Fins a dia d'avuir la Commodore 64 sovint és citada com l'ordinador més venut de tots els temps, havent venut 17 milions d'unitats (segons algunes versions), entre 1982 i 1994.
L'any 1984, l'Oficina del Cens dels Estats Units va començar a recollir dades sobre la utilització dels ordinadors i l'Internet als Estats Units. La seva primera enquesta va mostrar que el 8,2% de totes les llars tenia un ordinador personal al 1984 i que les llars amb nens menors de 18 anys tenien quasi el doble de probabilitats de tenir-ne un, amb un 15,3% (les famílies de classe mitjana i mitjana-alta van ser els més propensos a posseir-ne un, amb un 22,9%). Al 1989, el 15% de totes les llars amb nens menors de 18 anys ja tenia un ordinador i quasi el 30% de les llars amb nens menors de 18 anys en posseïa un. Al final de la dècada de 1980, moltes empreses eren dependents dels ordinadors i la tecnologia digital.
Motorola va crear el primer telèfon mòbil, Motorola DynaTAC, l'any 1983. No obstant això, aquest dispositiu utilitzava la comunicació analògica. Els telèfons digitals no es van sortir al mercat fins a l'any 1991, quan la xarxa 2G va començar a obrir-se a Finlàndia per donar cabuda a la demanda inesperada dels telèfons que s'estava convertit en evident a finals de la dècada de 1980.
La primera càmera digital va ser creada el 1988 i les primeres es van comercialitzar el desembre del 1989 al Japó i el 1990 als Estats Units. A mitjans de la dècada del 2000, la seva popularitat va eclipsar a la de les càmeres tradicionals.
La tinta digital també es va inventar a finals de la dècada de 1980. El sistema CAPS de Disney (creat al 1988) es va utilitzar per a una escena de La Sirenita del 1989 i per totes les seves pel·lícules d'animació entre els anys 1990 i 2004.

### La dècada del 1990
Tim Berners-Lee va dissenyar la World Wide Web. Va aconseguir tenir-ne el concepte general el març del 1989 i l'escriptura del codi i el servidor els últims mesos de 1990. La primera emissió pública de HDTV digital va ser la de la Copa del Món de 1990, que es va emetre en 10 sales de cine a Espanya i a Itàlia. Tot i això, la HDTV no es va convertir en un estàndard fins a mitjans de la dècada del 2000 fora del Japó.
La World Wide Web es va fer accessible al públic l'any 1991, anteriorment disponible només pel govern i les universitats. Al 1993, en Marc Andreeesen i l'Eric Bina van introduir el “Mosaic”, el primer navegador web capaç de mostrar les imatges en línia i la base pels navegadors posteriors com Netscape Navigator i Internet Explorer. Internet es va expandir ràpidament i, cap a l'any 1996, es va convertir en part de la consciència general i moltes empreses mostraven llocs web en els seus anuncis. Al 1999, quasi tots els països tenien una connexió i quasi la meitat dels nord-americans i persones d'altres països utilitzaven Internet regularment. No obstant això, al llarg de la dècada del 1990, la majoria de les connexions eren lentes i la cultura d'Internet en massa que tenim avui en dia no era possible.

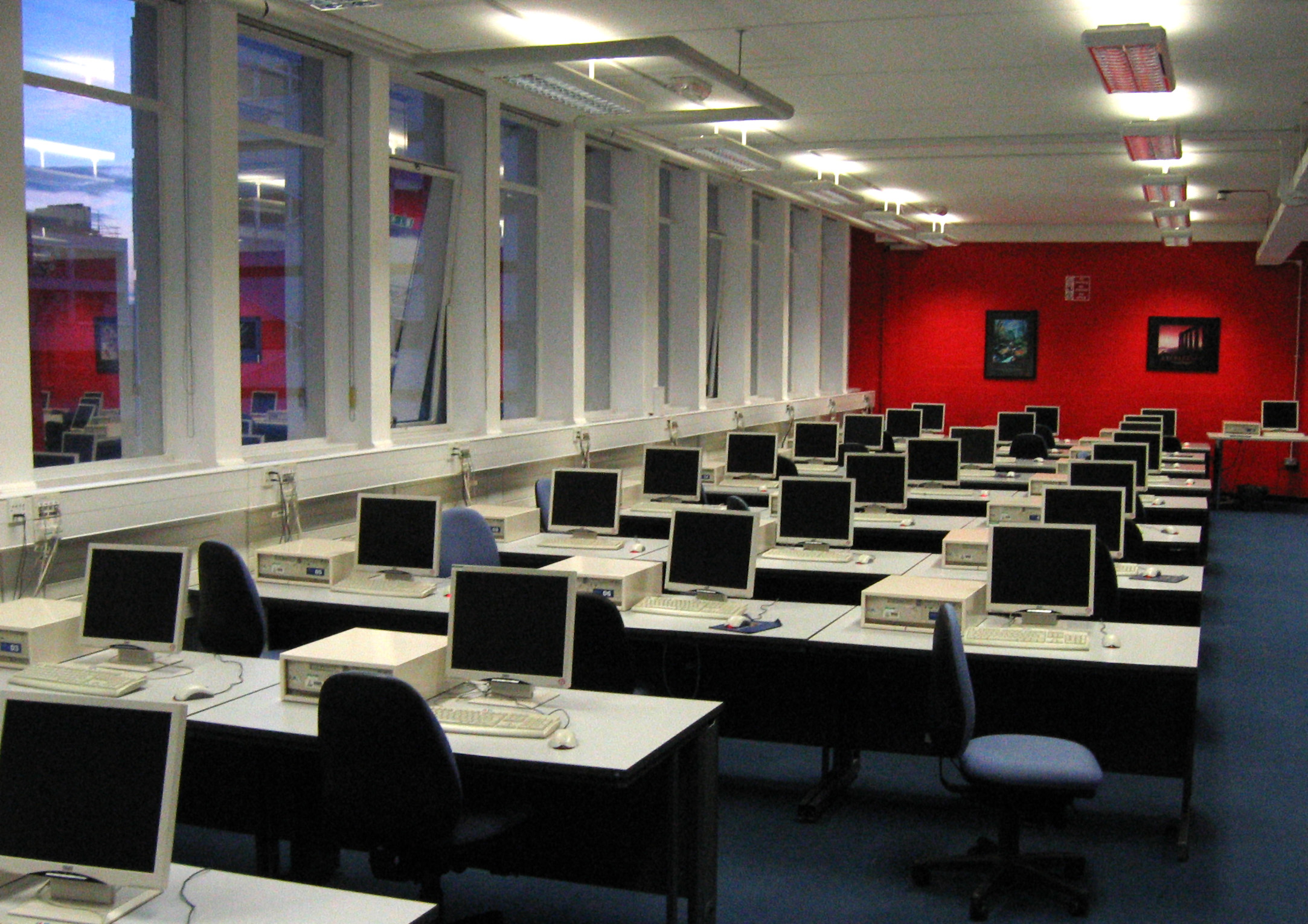
Aula d'informàtica de la Universitat de Warwik en la que hi ha un gran nombre d'ordinadors de sobretaula.

L'any 1998, al voltant del 15% de totes les llars dels Estats Units tenien un ordinador personal; l'any 2000, aquesta dada va pujar fins a un 51%; pel que fa a les famílies amb nens, l'any 1989 al voltant del 30% posseïa un ordinador i l'any 2000, més del 75% en posseïa un.

### La dècada del 2000
Els telèfons mòbils es van convertir en aparells tan omnipresents com els ordinadors a principis del decenni del 2000, amb sales de cinema començant a mostrar anuncis demanant que la gent silenciés els seus telèfons. També es van convertir dispositius molt més avançats que els telèfons de la dècada del 1990, la majoria dels quals només permetien realitzar trucades o, com a màxim, entretenir-se amb jocs simples. A la dècada del 1990, existien els missatges de text, però aquests no van ser àmpliament utilitzats fins a la dècada del 2000, quan es van convertir en un fenomen cultural.
En aquesta dècada, la revolució digital es va convertir en un fenomen global. Al final del 2005, la població que utilitzava Internet va arribar als 1000 milions i, al final de la dècada, 3 mil milions de persones de tot el món utilitzaven els telèfons mòbils. El HDTV es va convertir en el format estàndard d'emissió de la televisió en molts països a finals de la dècada.

### La dècada del 2010
L'ús generalitzat i la interconnectivitat de dispositius de les xarxes mòbils i la telefonia mòbil, recursos i llocs d'Internet i les xarxes socials, s'han convertit en la base de la comunicació digital. El 2012, més de 2 mil milions de persones utilitzaven Internet, el doble de les que ho feien el 2007; el núvol havia entrat en el corrent principal a principis de la dècada 2010 i, de cara al 2015, s'esperava que les tauletes tàctils i els telèfons intel·ligents superessin als ordinadors personals pel que fa a la utilització d'Internet. A més, cap a finals del 2016, la meitat de la població mundial estarà connectada a Internet.

## Tecnologies convertides
- Cilindres de fonògraf, gramòfon i casset a Disc compacte (1982)
- VHS a Vídeo CD (1993), DVD (1997) i Blu-ray Disc (2006)
- Fotografia analògica a fotografia digital (1989)
- Cinematografia analògica a cinematografia digital (mitjans de la dècada del 2000)
- Televisió analògica a televisió digital (mitjans de la dècada del 2000)
- Ràdio analògica a ràdio digital (mitjans de la dècada del 2010).
- Telèfon de pagament i telèfon mòbil analògic (1G) a telèfon mòbil digital (2G). (Mitjans de la dècada de 1990).
- Correu, telegrama i fax a email (mitjans i finals de la dècada de 1990).
- Publicació en paper a publicació electrònica (mitjans de la dècada del 2000).

## Base tecnològica
Conjuntament amb la revolució digital, es va produir el desenvolupament de l'ordinador electrònic digital, l'ordinador personal i, en particular, el microprocessador i l'augment del seu rendiment (tal com es descriu a la llei de Moore), que va permetre a la tecnologia informàtica ser incrustada a una àmplia gama d'objectes, des de les càmeres fins als reproductors de música personals. De la mateixa manera, també va ser molt important el desenvolupament de les tecnologies de transmissió, incloent les xarxes d'ordinadors, l'Internet i la radiofusió digital. Els telèfons 3G, que van tenir una forta influència a la societat que va anar creixent de manera exponencial a la dècada del 2000, també van tenir un paper molt important a la revolució digital, ja que proporcionen, simultàniament, entreteniment, comunicació i connexió online. 

## Impacte socioeconòmic
Alguns dels aspectes positius de la revolució digital són la major interconnectivitat, la facilitat en la comunicació i l'exposició d'aquella informació que al passat podria haver estat suprimida amb més facilitat pels règims totalitaris. Michio Kaku va escriure en un dels seus llibres, Physics of the Future, que el fracàs del cop d'estat soviètic del 1991 es va deure, en gran part, a l'existència de la tecnologia, com la màquina de fax i ordinadors que van exposar informació.
L'impacte econòmic de la revolució digital ha estat gran. Sense la World Wide Web (WWW), per exemple, la globalització i la subcontractació no serien tan factibles com ho són avui en dia. La revolució digital ha canviat radicalment la forma en la que els individus i les empreses interactuen. Petites companyies regionals van tenir accés a mercats molt més grans i conceptes com el software com un servei i la caiguda ràpida dels costos de la tecnologia van fer possibles innovacions en tots els aspectes de la indústria i la vida quotidiana. D'aquesta manera, les tecnologies digitals han augmentat significativament la productivitat i el rendiment de les empreses.
Els efectes negatius inclouen la sobrecàrrega d'informació, els depredadors d'Internet, les formes d'aïllament social i la saturació dels mitjans de comunicació. En una enquesta a membres prominents dels mitjans de comunicació nacional, el 65% va dir que Internet està afectant al periodisme més del que l'està ajudant, al permetre a qualsevol persona, sense importar la seva qualificació, convertir-se en un periodista. Així doncs, s'està provocant que la informació sigui més tèrbola i que sorgeixi una teoria de la conspiració d'una manera que no existia al passat.
En alguns casos, la utilització per part dels treballadors de les companyies de mitjans digitals portables i ordinadors de feina per a usos personals (correu electrònic, missatgeria instantània o jocs d'ordinador) són, sovint, culpats de la reducció de la productivitat de les seves companyies. La utilització d'ordinadors i altres activitats digitals no relacionades amb la feina ajuden a generar formes més fortes d'invasió de la privacitat, com la gravació de les pulsacions de les tecles i el filtrat d'informació d'aplicacions (software espia i software de control de contingut).

### Intercanvi d'informació i privacitat
La privacitat es va convertir, en general, en una preocupació durant la revolució digital. La capacitat d'emmagatzemar i utilitzar aquestes grans quantitats d'informació diversa va obrir possibilitats pel seguiment de les activitats i interessos individuals. Els liberals i defensors dels drets de privacitat temien la possibilitat d'un futur on les estructures de poder centralitzades controlessin la població a través de la vigilància i seguiment de la informació personal en programes com Information Awareness Office de la CIA. Defensors dels consumidors es van oposar a la capacitat del mercat de dirigr als individus, discriminar en les decisions de contractació i de préstec, monitoratge invasiu del comportament dels treballadors i les comunicacions i el profit general de la informació personal compartida involuntàriament.
L'Internet, especialment la WWW durant la dècada del 1990, va obrir noves vies generals de comunicació i intercanvi d'informació. La capacitat de compartir fàcil i ràpidament la informació a escala mundial va comportar un nou nivell de llibertat d'expressió. Als individus i les organitzacions aviat se’ls hi va donar la capacitat de publicar sobre qualsevol tema, a una audiència global i a un cost insignificant, sobretot en comparació amb qualsevol tecnologia de la comunicació anterior.
En altres casos, els grups amb uns interessos diferents, com ara institucions socials i religioses, van trobar molts dels continguts objectables i inclús perillosos. Moltes organitzacions religioses, especialment als Estats Units, es van alarmar per la pornografia, més fàcilment disponible pels menors. En altres circumstàncies, la proliferació d'informació sobre temes com la pornografia infantil, la construcció de bombes, la comissió d'actes de terrorisme i altres activitats violentes eren alarmants per molts grups diferents de persones. Aquestes preocupacions han contribuït als arguments per a la censura i la regulació a la WWW. 

### Els drets d'autor i de marca comercial
Els problemes de dret d'autor i marca registrada també van aparèixer durant la revolució digital. L'àmplia capacitat dels consumidors per produir i distribuir reproduccions exactes d'obres protegides va canviar radicalment el panorama de la propietat intel·lectual, especialment a les indústries de la música, el cinema i la televisió.
La revolució digital, especialment pel que fa a la privacitat, drets d'autor, la censura i l'intercanvi d'informació, segueix sent un tema controvertit. A mesura que la revolució digital avança encara no és clar fins a quin punt la societat s'ha vist afectada i es veurà alterada en el futur.

## Preocupacions
Tot i que la societat ha obtingut grans beneficis de la Revolució Digital, especialment en termes d'accessibilitat de la informació, existeixen algunes preocupacions. Els poders expandits de la comunicació i la distribució d'informació, capacitats augmentades per les tecnologies existents, i l'adveniment de nova tecnologia, van portar moltes oportunitats potencials d'explotació. La Revolució Digital va ajudar a introduir una nova era de vigilància massiva, generant un nou rang de problemes civils i de drets humans. La fiabilitat de la informació es va convertir en un problema en el moment en què aquesta podia ser fàcilment replicada, però no verificada. La Revolució Digital va fer possible l'emmagatzemament i el rastreig de fets, articles i estadístiques.
Des de la perspectiva de l'historiador, una gran part de la història de la humanitat és coneguda a través d'objectes físics del passat que han sigut trobats o preservats, particularment en documents escrits. Els registres digitals són fàcils de crear però encara més fàcils de destruir i modificar i els canvis en els formats d'emmagatzemament poden fer que la recuperació de les dades sigui difícil o quasi impossible. Amb una proliferació de la informació tan massiva, ha estat possible escriure un article citant fonts completament falses, també amb fonts falses.
Aquests problemes s'han complicat encara més amb la utilització de la gestió dels drets digitals i altres tecnologies de prevenció de còpia que, sent dissenyades perquè les dades siguin llegides només en màquines específiques, puguin fer impossible la futura recuperació de les dades. Com a curiositat, és interessant destacar que el Voyager Golden Record està dissenyat per ser llegit per un extraterrestre intel·ligent (potser un homòleg de l'ésser humà provinent d'un futur llunyà) i s'ha gravat en format analògic en comptes d'en format digital, específicament perquè pugui ser interpretat i analitzat fàcilment.